# Han Jingna
Han Jingna (chinesisch 韩晶娜, * 16. Januar 1975 in Wuhan) ist eine ehemalige chinesische Badmintonspielerin.

## Karriere
Han Jingna wurde 1995 Vizeweltmeisterin im Dameneinzel. 1997 holte sie Bronze. Bei ihrer einzigen Olympiateilnahme 1996 wurde sie Fünfte. 1993 gewann sie die China Open, 1996 die Russia Open.

## Sportliche Erfolge
| Saison | Veranstaltung         | Disziplin   | Platz | Name                      |
| ------ | --------------------- | ----------- | ----- | ------------------------- |
| 1993   | Hong Kong Open        | Dameneinzel | 2     | Han Jingna                |
| 1993   | China Open            | Dameneinzel | 1     | Han Jingna                |
| 1993   | Thailand Open         | Damendoppel | 2     | Li Qi / Han Jingna        |
| 1995   | Swedish Open          | Dameneinzel | 2     | Han Jingna                |
| 1995   | Weltmeisterschaft     | Dameneinzel | 2     | Han Jingna                |
| 1996   | Olympia               | Dameneinzel | 5     | Han Jingna                |
| 1996   | Japan Open            | Dameneinzel | 3     | Han Jingna                |
| 1996   | Russian Open          | Dameneinzel | 1     | Han Jingna                |
| 1997   | Swiss Open            | Damendoppel | 2     | Ye Zhaoying / Han Jingna  |
| 1997   | Weltmeisterschaft     | Dameneinzel | 3     | Han Jingna                |
| 1999   | Italian International | Mixed       | 1     | Ian Sullivan / Han Jingna |
| 2000   | Swiss Open            | Dameneinzel | 3     | Han Jingna                |